# Абаил
Абаил (каз. Абайыл) — село в Тюлькубасском районе Туркестанской области Казахстана. Административный центр Джабаглинского сельского округа. Код КАТО — 516043100.
В 14 км к северу от села расположено Абаилское месторождение.

## Население
В 1999 году население села составляло 218 человек (111 мужчин и 107 женщин). По данным переписи 2009 года, в селе проживало 340 человек (168 мужчин и 172 женщины).